# قانون کار ژاپن
قانون کار ژاپن سیستم قانون کار است که در ژاپن اجرا می‌شود.

## قرارداد و حقوق
محدوده قانون کار ژاپن توسط قانون مدنی ژاپن تعریف شده است. ماده ۶۲۲ قرارداد کار، ماده ۶۳۲ قرارداد کار و ماده ۶۴۳ قرارداد مأموریت را تعریف کرده است. طرفین در تصمیم‌گیری دربارهٔ ماهیت کارکردی قرارداد خود آزادند، اما حقوق کار بدون توجه به برچسب قرارداد اعمال می‌شود. دادگاه‌ها برای تعیین اینکه آیا شخصی کارمند است یا خوداشتغال است از آزمون تبعی استفاده می‌کنند.

### قرارداد کار
طبق قانون مدنی ژاپن، قراردادی که در آن شخصی برای دیگری خدماتی را با غرامت انجام می‌دهد، در واقع به یکی از موارد زیر تعبیر شود:
- employment agreement (雇用契約 koyō keiyaku؟) قرارداد استخدام که در آن هدف، تکمیل کار تحت نظارت کارفرما است.
- independent contractor agreement (請負契約 ukeoi keiyaku؟) که در آن هدف، تکمیل یک کار خاص است.
- یک mandate agreement (委任契約 inin keiyaku؟) قرارداد پیمانکار مستقل که در آن، مشابه وکالتنامه در کشورهای کامن لا، یکی از طرفین وظایف تعیین شده را از طرف دیگر انجام می‌دهد. این وظایف معمولاً اعمال حقوقی هستند، اما ممکن است اعمال غیرقانونی باشند، در این صورت، توافق به عنوان یک quasi-mandate (準委任 jun-inin؟) نامیده می‌شود.

### زمان کار
از سال ۱۹۸۷، ژاپن اصل ۴۰ ساعت در هفته را پذیرفته است. اگر افراد بیش از هشت ساعت در روز، ۴۰ ساعت در هفته، یا در روزهای تعطیل (و یک روز آخر هفته در هفته) یا در اواخر شب (۱۰ شب تا ۵ صبح) کار کنند، مستحق دریافت حقوق اضافه کاری هستند. طبق ماده ۳۷ قانون استانداردهای کار ۱۹۴۷، این ۲۵٪ حقوق یا ۳۵٪ در روزهای تعطیل است. از سال ۲۰۱۰، نرخ ۵۰ درصد اضافه کاری برای افرادی که بیش از ۶۰ ساعت در هفته کار می‌کنند اعمال می‌شود. با این حال، اگرچه پرداخت اضافه کاری طبق قانون الزامی است، شرکت‌های ژاپنی قبل از سال ۱۹۹۰ شناخته شده بودند که کارکنان را به دلیل درخواست کارمندان برای اضافه‌کاری یا سایر غرامت‌های قانونی به دادگاه می‌کشانند. همچنین، قراردادهای جمعی ممکن است هفته کاری عادی را افزایش دهد.
«قانون استانداردهای کار سال ۱۹۴۷» حق مرخصی سالانه با حقوق را بر اساس سن کارمند می‌دهد. از سال ۱۳۶۷ کارمندان حق دارند ده روز مرخصی سالانه بعد از ۶ ماه اول خدمت کارمند داشته باشند. بر اساس این قانون، حداقل مقدار مرخصی سالانه هر سال به‌طور ثابت (طبق قرارداد) که معمولاً حداکثر تا بیست روز کاری در سال است، افزایش می‌یابد. یک کارمند مستحق یک تعطیلی در هفته است مگر اینکه در هر دوره چهار هفته‌ای چهار بار یا بیشتر حق تعطیلات دریافت کند.

### قانون اصلاح سبک کار
«قانون اصلاح سبک کار» در ۲۹ ژوئن ۲۰۱۸ توسط دولت آبه به تصویب رسید. لوایح اصلاحی همچنین به عنوان «انقلاب در راه [مردم] کار» (働き方改革) نامیده می‌شود و در آوریل ۲۰۱۹ لازم الاجرا است (تاریخ بر اساس اصلاحیه و اندازه کارفرما متفاوت با موضوع نقض به جریمه هدف اعلام شده شامل محدود کردن ساعات اضافه کاری، بهبود رفتار با کارگران غیرعادی (مانند موقت و پاره وقت) و به‌طور گسترده‌تر، افزایش بهره‌وری اقتصاد ژاپن است.